# Danuta Olędzka
Danuta Olędzka (z domu Sorgowicka, ur. 3 marca 1927 w Poczapowie, zm. 22 marca 2025) – polska architektka, urbanistka, przedstawicielka modernizmu, nauczyciel akademicki.

## Życiorys
Jej edukację na poziomie podstawowym przerwała II wojna światowa. Uczęszczała do gimnazjum w Wieluniu, gdzie mieszkała rodzina jej matki. W Wieluniu zakończyła również pierwszą klasę liceum, po czym wraz z matką przeprowadziła się do Gdyni. Tam skończyła liceum oraz zdała maturę. Następnie, za sugestią matki, zaczęła studiować architekturę na Politechnice Gdańskiej.

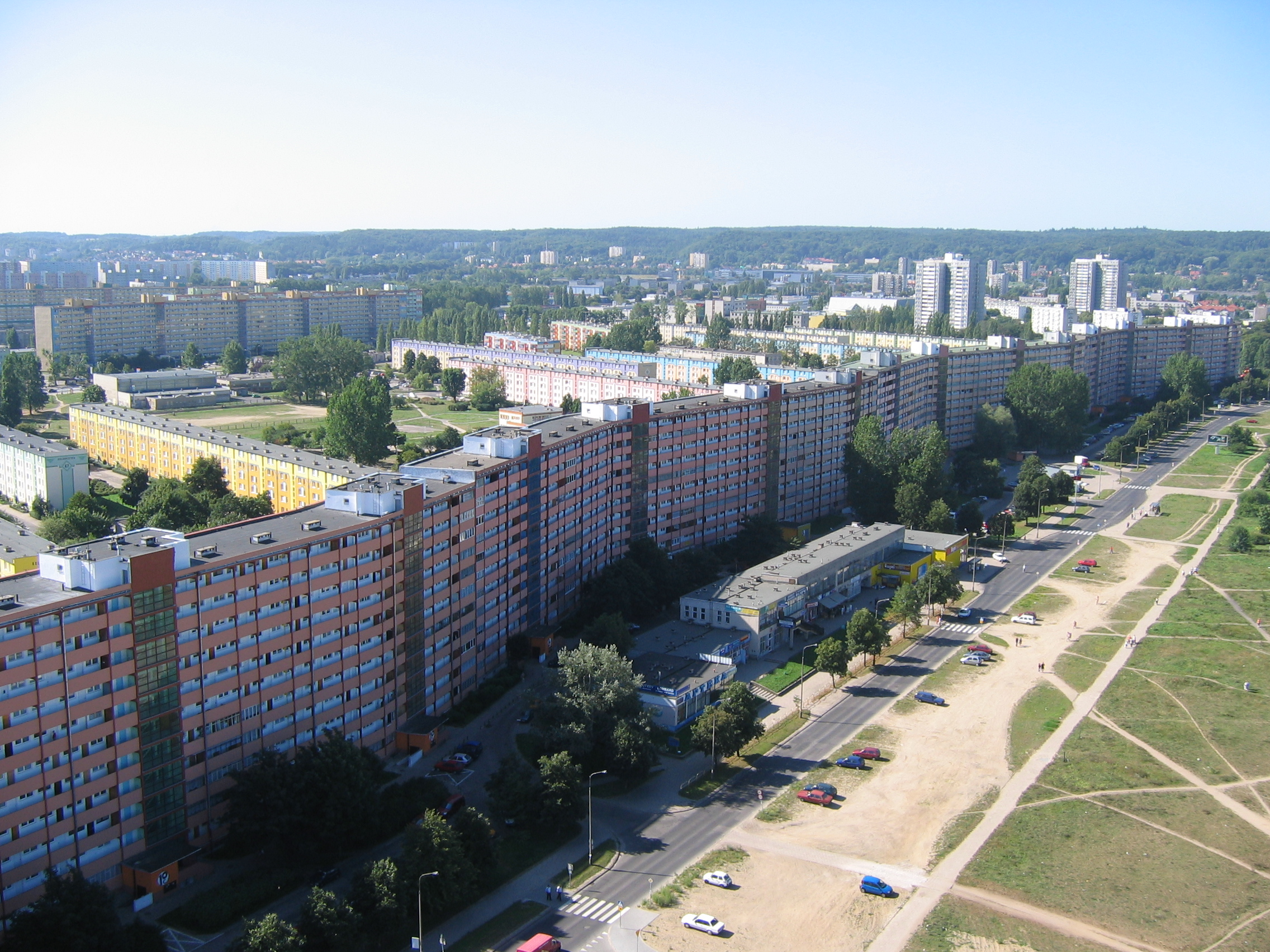
Falowiec przy ul. Obrońców Wybrzeża w Gdańsku

Po uzyskaniu dyplomu została skierowana na stanowisko inspektora w Banku Inwestycyjnym, gdzie miała określać stan zaawansowania budów. Następnie pracowała jako asystentka na Wydziale Architektury Politechniki Gdańskiej. Po pewnym czasie zaczęła pracę w biurze projektowym Miastoprojekt Gdańsk, które zajmowało się projektowaniem obiektów użyteczności publicznej.
Wraz z Tadeuszem Różańskim i Januszem Morkiem zaprojektowała gdański falowiec przy ul. Obrońców Wybrzeża – najdłuższy budynek mieszkalny w Polsce i drugi co do długości w Europie. Jego budowa ruszyła w 1970 roku.
Jej mężem był architekt Daniel Olędzki (1925-1991).

## Dzieła
- Falowiec przy ul. Obrońców Wybrzeża w Gdańsku (1970–1973),
- Dom Technika w Gdańsku (1970–1974),
- Budynek Szkoły Podstawowej nr 1 w Sopocie (1964),
- Dom wczasowy w Krynicy Morskiej,
- Dom wczasowy w Juracie,
- Ratusz w Dzierzgoniu.